# Matthew Hudson-Smith
Matthew Hudson-Smith (* 26. října 1994 Wolverhampton) je britský atlet, běžec, jehož specializací je hladká čtvrtka.

## Sportovní kariéra
Na juniorském mistrovství Evropy v roce 2013 skončil třetí v běhu na 200 metrů a byl členem bronzové britské štafety na 4 × 400 metrů. O rok později získal na mistrovství Evropy stříbrnou medaili v běhu na 400 metrů a byl členem vítězné britské čtvrtkařské štafety. Na evropském šampionátu v roce 2016 doběhla britská čtvrtkařská štafeta třetí, stejného úspěchu (opět s Hudsonem-Smithem) dosáhla na mistrovství světa v roce 2017.
V srpnu 2018 se stal mistrem Evropy v běhu na 400 metrů. Na šampionátu v Berlíně vybojoval také stříbrnou medaili jako člen štafety na 4 × 400 metrů.
V srpnu 2023 ve finále mistrovství světa v atletice v Budapešti získal stříbrnou medaili v běhu na 400 metrů časem 44,31 s. O dva dny dříve, 20. srpna 2023 v semifinálovém běhu téhož mistrovství běžel ještě o 5 setin sekundy rychleji a časem 44,26 s překonal téměř 36 let starý evropský rekord na této trati, který před ním držel časem 44,33 s z roku 1987 německý atlet Thomas Schönlebe.
Vlastní evropský rekord dále vylepšil Hudson-Smith na mítinku v Oslu 30. května 2024 časem 44,07 s, a znovu na mítinku v Londýně 20. července 2024 časem 43,74 s.

## Osobní rekordy
- 200 m – 20,34 s – 30. června 2024, Manchester
- 400 m – 43,74 s – 20. července 2024, Londýn